# 마르부르크 바이러스병
마르부르크 출혈열(Marburg hemorrhagic fever)은 치사율이 매우 높은 감염병이다. 현재까지 치료법이 알려져 있지 않다.

## 개요
이 병은 1967년 독일 마르부르크 대학의 연구원이 아프리카 녹색원숭이의 조직을 관찰하던 중 감염되어 사망하여 처음 발견되었다. 당시 환자 31명중 7명이 사망하였다. 이 병의 병원체는 필로바이러스과의 병원체로 매우 빠른 속도로 증식한다. 이 병은 우간다와 케냐, 짐바브웨 등 아프리카 일부 지역에서만 나타나는 것으로 보고되었고, 유럽 환자들도 모두 이 지역에서 감염되었다.

## 임상 증상
5일에서 10일간의 잠복기를 거친 후 발열, 오한, 근육통 등의 증세가 나타나고 그로부터 며칠 후 구토와 설사 증세도 나타난다. 이후 출혈이 시작되고, 출혈로 인한 장기부전증과 쇼크 등으로 환자는 사망한다. 발병 후 약 7일에서 10일 안에 사망하며 치사율은 25퍼센트에 이른다. 전체적으로 에볼라열과 비슷하다.

## 전파 경로
주로 환자의 혈액, 구토물과 분비물 등으로 전파된다. 환자의 보호자들 중 다수가 감염되었고, 오염된 주사기 등을 통해서도 감염될 수 있다.

## 치료 및 예방
아직까지 치료법은 알려져 있지 않다. 체액손실이 심하면 전해질 등을 보충해주고, 혈액손실이 심할 경우 혈액을 보충해 준다. 예방법 역시 알려져 있지 않다. 이 병의 예방은 바이러스가 유행하는 지역을 여행하지 말고, 병원체와 접촉하지 않는 것 뿐이다.

## 기타
아직까지 대한민국에서 보고된 적은 없고 현재 대한민국에서는 법정감염병 제1급감염병에 지정하여 관리하고 있다.

## 같이 보기
- 에볼라 유행 목록
- 세계보건기구